# Stanley Wallace Rosevear
Stanley Wallace Rosevear, kanadski letalski častnik, vojaški pilot in letalski as, * 9. marec 1896, Walkerton, Ontario, † 25. april 1918, Francija.
Stotnik Rosevear je v svoji vojaški službi dosegel 25 zračnih zmag.

## Življenjepis
Med prvo svetovno vojno je bil sprva pripadnik 1. pomorske eskadrilje RNAS, nato pa 201. eskadrilje RAF.
Umrl je v letalski nesreči 25. aprila 1918.

## Odlikovanja
- Distinguished Service Cross (DSC) s ploščico